# 1019 Strackea
1019 Strackea este o planetă minoră (asteroid), cu un diametru de 7,169 km, din centura de asteroizi. A fost descoperită pe 3 martie 1924 la Observatorul Königstuhl de Karl Wilhelm Reinmuth și a fost numită după Gustav Stracke⁠(d). 
Obiectul prezintă o orbită caracterizată de o semiaxă mare de 1,9114879 UAi, o excentricitate de 0,071099, o înclinație de 26,9775 ° în raport cu ecliptica.